# Свети Георги (Патарос)
Вижте пояснителната страница за други значения на Свети Георги.
„Свети Георги“ (на гръцки: Aγίου Γεωργίου) е българска възрожденска православна църква в кукушкото село Патарос (Дросато), Гърция, част от Поленинската и Кукушка епархия. Църквата е гробищен харм, изграден в ΧΙΧ век в северната част на селото. Поради архитектурата си и изписания и декориран интериор на 20 септември 1991 година храмът е обявен за защитен паметник.